# 別爾季切夫區

別爾季切夫區在日托米爾州的位置

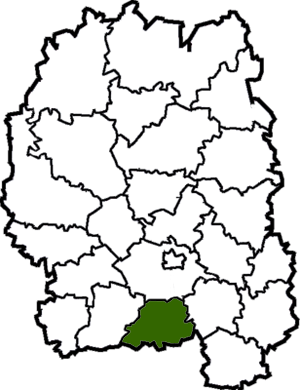
改革前別爾季切夫區在日托米爾州的位置

別爾季切夫區（烏克蘭語：Бердичівський район）是烏克蘭北部日托米爾州的一個區，行政中心設於别尔季切夫，2021年人口数量为159,164人。

## 历史
2020年7月18日乌克兰施行了行政区划改革，日托米爾州的区份数量减至4个，別爾季切夫區的面积显著扩大。改革前別爾季切夫區的面積为865平方公里，2020年人口数量为27,587人。